# دتش ماسون
دتش ماسون هو عازف بيانو كندي، ولد في 19 فبراير 1938 في مدينة لونينبورج في كندا، وتوفي في 23 ديسمبر 2006 في Truro, Nova Scotia ‏ في كندا بسبب السكري.

## وصلات خارجية
- الموقع الرسمي
- دتش ماسون على موقع ميوزك برينز (الإنجليزية)